# Procurador-Geral dos Estados Unidos
O procurador-geral dos Estados Unidos (em inglês: United States Attorney General) é o chefe do Departamento de Justiça dos Estados Unidos e atua como o principal oficial de aplicação da lei do governo federal. O procurador-geral também é o principal assessor jurídico do presidente dos Estados Unidos em todas as questões legais. Além disso, o procurador-geral é um membro estatutário do Gabinete dos Estados Unidos e um membro do Conselho de Segurança Nacional dos Estados Unidos. O procurador-geral também ocupa a sétima posição na linha de sucessão presidencial.
De acordo com a Cláusula de Nomeações da Constituição dos Estados Unidos, o ocupante do cargo é indicado pelo presidente dos Estados Unidos e, após uma audiência de confirmação perante o Comitê Judiciário do Senado, assumirá o cargo se for confirmado pela maioria do plenário do Senado dos Estados Unidos. O procurador-geral é auxiliado pelo Escritório do Procurador-Geral, que inclui a equipe executiva e vários procuradores-gerais adjuntos.
O procurador-geral ocupa um cargo de Nível I no Cronograma Executivo e, portanto, recebe o salário prescrito para esse nível: $250,600, a partir de janeiro de 2025.

## Título
O título "Attorney General" é um exemplo de um substantivo ("attorney", que significa advogado) seguido por um adjetivo pós-positivo ("general"). "General" descreve o tipo de advogado, e não é um título ou posto em si (como seria no contexto militar). Embora o procurador-geral (assim como o advogado-geral, que possui um título semelhante) seja ocasionalmente chamado de "General" ou "General [sobrenome]" por altos funcionários do governo, isso é considerado incorreto no uso padrão do inglês americano. Pelo mesmo motivo, a forma plural correta em inglês americano é "attorneys general" e não "attorney generals".

## História
O Congresso aprovou o Judiciary Act de 1789, que, entre outras medidas, estabeleceu o cargo de Procurador-Geral. As funções originais desse oficial eram "processar e conduzir todas as ações na Suprema Corte em que os Estados Unidos estivessem envolvidos e fornecer aconselhamento e opinião sobre questões legais quando solicitado pelo presidente dos Estados Unidos ou pelos chefes de qualquer um dos departamentos". Algumas dessas funções foram posteriormente transferidas para o advogado-geral dos Estados Unidos e para o conselheiro da Casa Branca.
O Departamento de Justiça foi criado em 1870 para apoiar os procuradores-gerais no cumprimento de suas responsabilidades.
O secretário de Estado, o secretário do Tesouro, o secretário de Defesa e o procurador-geral são considerados os quatro membros mais importantes do Gabinete dos Estados Unidos devido ao tamanho e à importância de seus respectivos departamentos.
O cargo de Procurador-Geral é de Nível I no Cronograma Executivo, recebendo, portanto, um salário de US$ 221,400 a partir de janeiro de 2021.

## Responsabilidades e deveres
As responsabilidades e deveres do procurador-geral dos Estados Unidos como principal oficial de aplicação da lei do governo federal incluem supervisionar o Departamento de Justiça dos Estados Unidos, fazer cumprir as leis federais e fornecer aconselhamento e pareceres jurídicos, tanto formais quanto informais, ao presidente dos Estados Unidos, ao gabinete e aos chefes dos departamentos e agências do poder executivo. O procurador-geral representa o governo federal em questões jurídicas e supervisiona a administração e operação do Departamento de Justiça, que inclui o Federal Bureau of Investigation (FBI), a Drug Enforcement Administration (DEA), o Bureau of Alcohol, Tobacco, Firearms and Explosives (ATF), o Office of Justice Programs, os procuradores federais e o Serviço de Delegados dos Estados Unidos.
Além disso, o procurador-geral aconselha o presidente dos Estados Unidos sobre nomeações para cargos no poder judiciário federal e no Departamento de Justiça, incluindo procuradores federais e agentes do U.S. Marshals Service. Embora o procurador-geral possa representar os Estados Unidos na Suprema Corte e em outros tribunais, essa função geralmente é desempenhada pelo advogado-geral. O procurador-geral também executa ou supervisiona outras funções conforme exigido por lei ou ordem executiva.
O procurador-geral gerencia questões jurídicas relacionadas à segurança pública, direitos civis e segurança nacional. Também comunica preocupações jurídicas ao Congresso e garante a conformidade com as leis federais em todos os estados. O papel do procurador-geral ocasionalmente evolui por meio de legislação do Congresso. Por exemplo, em 2001, o USA PATRIOT Act ampliou a autoridade do departamento para vigilância e investigação em questões de terrorismo e segurança nacional, impactando significativamente o escopo das responsabilidades do procurador-geral. Outras funções incluem a supervisão dos presídios federais e a administração do Programa Federal de Proteção a Testemunhas dos Estados Unidos.

## Transição presidencial
É prática comum que o procurador-geral, assim como os outros secretários do Gabinete e altos indicados políticos do presidente, apresentem sua renúncia com efeito no Dia da Posse (20 de janeiro) de um novo presidente. O vice-procurador-geral também deve apresentar sua renúncia, mas geralmente é solicitado a permanecer no cargo e atuar como procurador-geral interino até que o novo procurador-geral seja confirmado pelo Senado.
Por exemplo, na posse do presidente Donald Trump, em 20 de janeiro de 2017, a então procuradora-geral Loretta Lynch deixou seu cargo. Assim, a então vice-procuradora-geral Sally Yates, que também havia apresentado sua renúncia, foi solicitada a permanecer no cargo e servir como procuradora-geral interina até a confirmação do novo procurador-geral, Jeff Sessions, indicado para o cargo em novembro de 2016 pelo então presidente eleito Donald Trump.